# 徐郙
徐郙（1836年—1908年），字颂阁，江苏太仓州嘉定县（今上海）人。
咸丰九年（1859年）恩科举人，同治元年（1862年）状元，授翰林院修撰，掌修国史。同治十二年，升为侍读学士。官至禮部尚書、協辦大學士。卒于光绪三十三年（1908年）。

## 家庭
徐郙为徐经次子，后过继给徐岐。有子徐桢祥、孙徐传元。